# 水の華

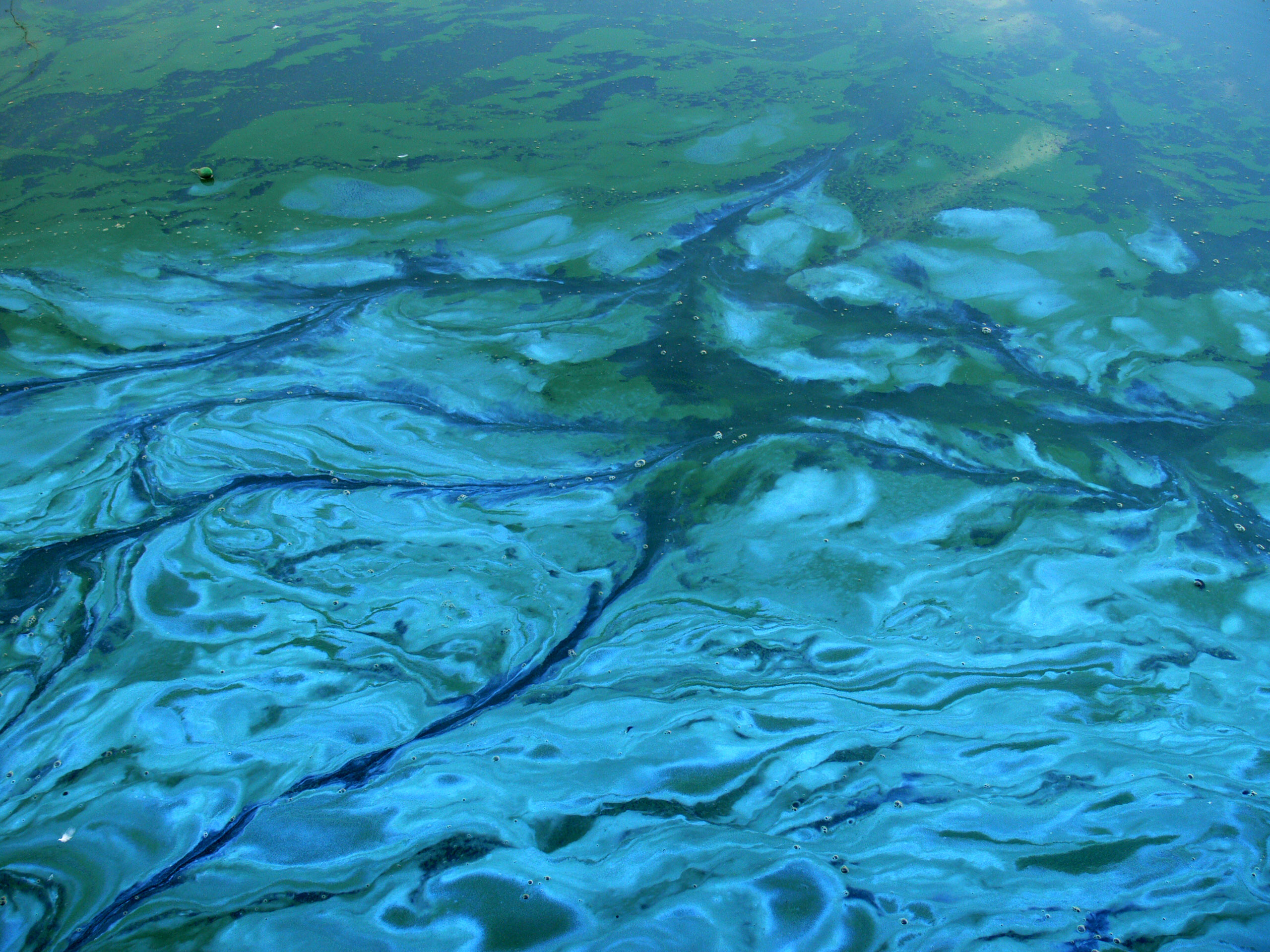
水の華

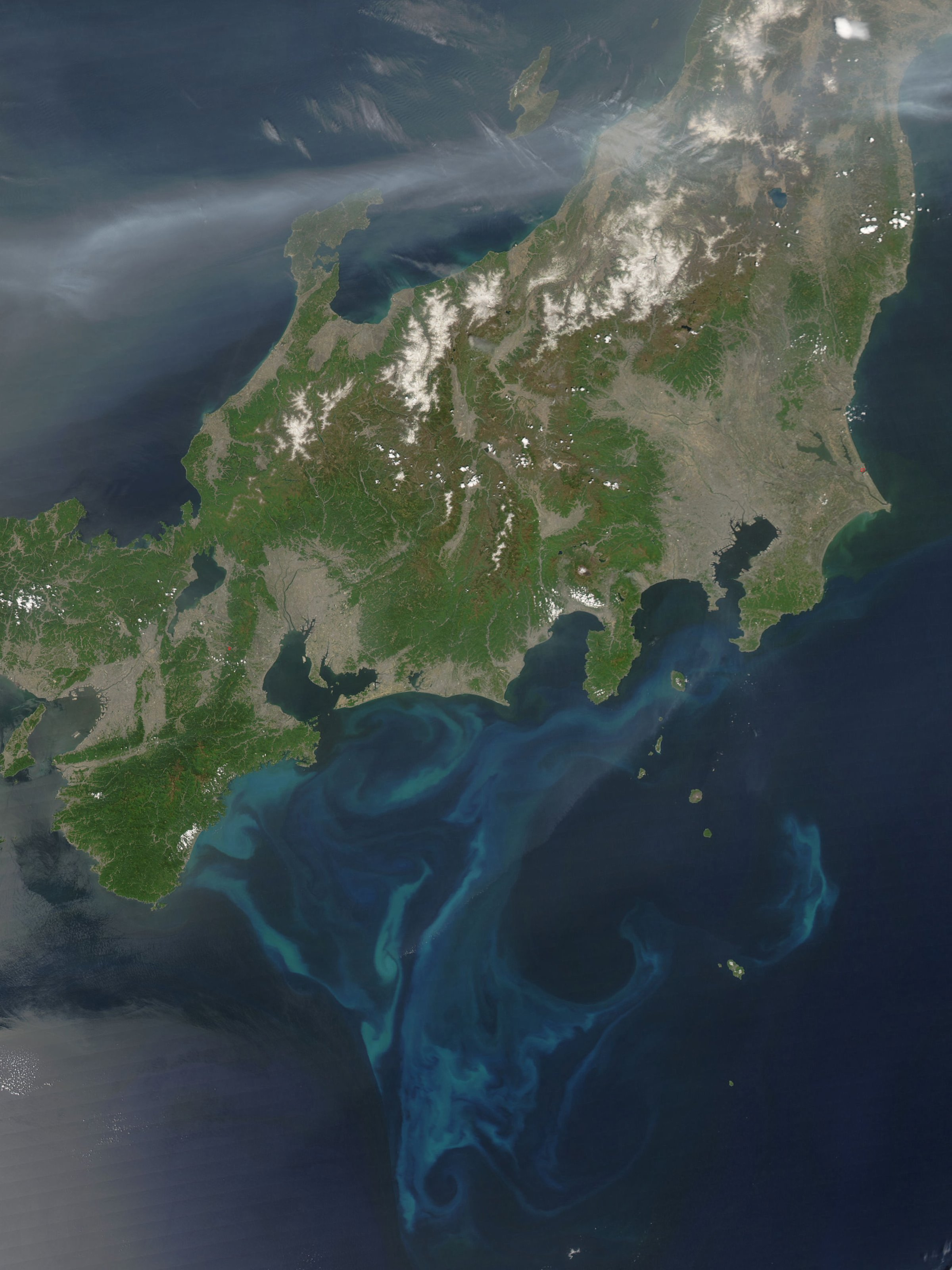
太平洋の日本付近に発生した水の華（NASA PD）

水の華（みずのはな）あるいは藻類ブルーム（そうるいブルーム、英: algal bloom）は、微小な藻類が高密度に発生し水面付近が変色する現象。
日本では淡水域における浮遊性藍藻や緑藻、ユーグレナ藻の大発生を指すことが多い。欧米では海水域において珪藻や渦鞭毛藻などが大発生して水面が褐色になる現象も water-bloom と呼ばれるが、日本語ではこうした褐色や赤系統の変色は赤潮と呼んで区別する傾向が強い。温帯では冬季に水塊中の躍層が消滅して水面近くの有光層に栄養塩が供給され、春季に気温の上昇とともに水の華が生じる現象が見られ、これをspring bloomと呼ぶ。

## 有害藻類ブルーム
有害プランクトンによるものは特に「有害藻類ブルーム」「HABs (Harmful Algal Blooms)」と呼ばれる。プランクトンや微細藻類の毒は、貝などに取り込まれ、人に摂取された場合に中毒を引き起こす。富栄養化による栄養塩の過剰供給、地球温暖化に伴う海水温の上昇、物理的な海洋条件、日照条件など、複数の要因が複合的に作用して発生する現象である。
栄養塩の過剰供給
農業や都市部からの排水、工業排水などによって、窒素やリンといった栄養塩が過剰に供給されることが、ブルームの最も一般的な原因である。これらの栄養塩は藻類の細胞分裂を著しく促進し、大規模なブルームを引き起こす。
海水温の上昇
高い水温は多くの藻類、特にシアノバクテリア（藍藻）などの増殖を促進する。気候変動による水温の上昇は、ブルームの発生期間を長期化させ、その規模と頻度を増大させる要因となる<ref　name="fresh">“Climate Change and Freshwater Harmful Algal Blooms”.   U.S. EPA. 2025年7月25日閲覧。</ref>。また、マリンヒートウェーブのような極端な高温現象も、有害藻類ブルームの発生リスクを高めることが指摘されている。
海洋物理条件
水の動きが少ない、あるいは停滞している穏やかな水域では、藻類が特定の場所に集積しやすく、ブルームが形成されやすい。水温や塩分濃度の違いによって水塊が成層することも、表層でのブルームの維持につながる。また、沿岸域では湧昇（アップウェリング）によって深層から栄養豊富な水が表層に供給され、藻類の増殖をさらに促進することがある。
日照条件
藻類は光合成を行うため、日照は増殖に不可欠な要素である。長時間の日照や、水の濁度が低く透明度が高い状態は、水中の藻類に十分な光を供給し、その増殖を助長する。
その他の要因
海洋酸性化（二酸化炭素濃度の上昇によるpHの低下）や塩分濃度の変動も、藻類の種類間の競争に影響を与え、特定の有害種の優勢を促すことがある。さらに、洪水や干ばつ、嵐といった極端な気象現象は、栄養塩の急激な流入や水系の物理的環境を大きく変化させ、ブルームの発生・分布に影響を与えるとされる<ref　name="fresh"/>。